# Theta Alpha Kappa
Theta Alpha Kappa (ΘΑK) o The National Honor Society for Religious Studies and Theology (La Societat d'Honor Nacional d'Estudis i Religiosos i Teologia) és la societat d'honor nacional per a estudis religiosos i teologia. Va ser fundada el 1976 al Manhattan College de Riverdale (Bronx), a Nova York per reconèixer els èxits acadèmics dels estudiants de religió i teologia.
També coneguda amb el nom de TAK, Theta Alpha Kappa té més de dues-centes branques nacionals en institucions educatives de quatre anys que van des de petits col·legis afiliats religiosament a grans institucions d'investigació pública. És l'única societat d'honor nacional dedicada a reconèixer l'excel·lència acadèmica en estudiants de batxillerat i postgrau i en acadèmics en els camps d'estudis religiosos i teologia.
Theta Alpha Kappa patrocina beques per a estudiants i per a investigacions, incloent un premi per assolir el postgrau i una beca d'investigació de postgrau. Theta Alpha Kappa publica el Journal of Theta Alpha Kappa, que ofereix un premi anual i la publicació de treballs d'estudiants destacats.
Theta Alpha Kappa és una societat afiliada a l'American Academy of Religion (Acadèmia Americana de Religió), membre de l'Association of College Honor Societies (Associació de Societats d'Honor Universitàries), i membre del Council of Societies for the Study of Religion (Consell de Societats per a l'Estudi de la Religió).